# Lotería del crimen
Lotería del crimen es una serie de televisión de suspenso y drama detectivesca mexicana producida por Adrián Ortega Echegollén y Rodrigo Hernández Cruz para TV Azteca, en 2022. La serie es una historia original de Adrián Ortega Echegollén, centrada en un grupo de detectives adscritos a una unidad de inteligencia policiaca en donde deberán de resolver pistas para dar con los criminales más buscados. Se estrenó a través de Azteca 7 el 10 de octubre de 2022. En enero de 2023, se anunció que la serie fue renovada para una segunda temporada, la cual, se estrenó el 6 de noviembre de 2023. En enero de 2024, se anunció que la serie fue renovada para una tercera temporada, la cual, se estrenó el 10 de junio de 2024. En enero de 2025, la serie fue renovada para una cuarta temporada que se estrenó el 2 de junio de 2025
Está protagonizada por Claudio Lafarga, Julieta Grajales y Sara Maldonado, junto a un reparto coral.

## Premisa
En la Ciudad de México, se acumulan día a día decenas de crímenes que no suelen suceder diario, estos suelen ser de una naturaleza tan pervertida y misteriosa, que parecen imposibles de resolver por la policía. Desde rituales, tortura, hasta canibalismo  y mutilaciones horribles, son algunos de los modos de operar que llaman la atención del único departamento policiaco capaz de resolverlos, la Unidad de Inteligencia Criminal (UNIC). Dicha unidad, se compone de detectives especialistas en investigación, que se encargarán de unir los hilos para atrapar a los creadores de los crímenes más extraños y crueles, antes de permitir que cometan el próximo.

## Reparto

### Principales
- Julieta Grajales como Victoria Vargas (temporada 1)[13]
- Claudio Lafarga como Bruno Barraza[14]
- Arnoldo Picazzo como Eligio Enciso[15]
- Tamara Niño de Rivera como Sofía Salabeth[16]
- Lupita Sandoval como Marieta «Mari» Martínez[17]
- Francisco «Packey» Vázquez como Ricardo Romero «El Recio»[18]
- Jorge Fink como Tito Tavares «El Tama»[13][19]
- Jerry Velázquez como Jonathan Yáñez «Yeyé» (temporada 1)[13][20]
- Tatiana del Real como Luisa López (principal, temporadas 1–2; invitada, temporada 3)[13]
- Angélica Lara como Nancy Delfina (principal, temporadas 1–2; invitada, temporada 3)[13]
- Sara Maldonado como Ariel Aragón (temporada 2)[21]
- Alejandra Herrera como Guadalupe González «Gigi» (temporada 2)[19][22]

### Recurrentes e invitados especiales
- Teresa Rábago como Carlota
- Tomás Goros como Lic. Galdiño
- Tamara Guzmán como Flor
- Socorro de la Campa como Margarita
- Víctor Civeira como Kirios Karras «El Alpinista»
  - Saúl Canales interpretó a Kirios de joven
- Anna Ciocchetti como Constanza
- Jorge Luis Vázquez como Diego Barraza
- Evangelina Sosa como Yessica
- Evangelina Martínez como Elodia
- José Sefami como el Dr. Bolaños
- Roberto Montiel como El Procurador
- Pilar Ixquic Mata como Piedad
- Daniel Tovar como Raymundo Zoroastro
- María del Carmen Farías como Socorro
- Mauricio Pimentel como Camilo

## Episodios
| Temporada | Temporada | Episodios | Episodios | Emisión original       | Emisión original        |
| Temporada | Temporada | Episodios | Episodios | Primera emisión        | Última emisión          |
| --------- | --------- | --------- | --------- | ---------------------- | ----------------------- |
|           | 1         | 24        | 24        | 10 de octubre de 2022  | 17 de noviembre de 2022 |
|           | 2         | 24        | 24        | 6 de noviembre de 2023 | 13 de diciembre de 2023 |
|           | 3         | 24        | 24        | 10 de junio de 2024    | 18 de julio de 2024     |

### Primera temporada (2022)
| N.º en serie | N.º en temp. | Título                   | Dirigido por           | Escrito por              | Fecha de emisión original | Audiencia (millones) |
| ------------ | ------------ | ------------------------ | ---------------------- | ------------------------ | ------------------------- | -------------------- |
| 1            | 1            | «El Brujo»               | Carlos Carrera         | Alfredo Mendoza          | 10 de octubre de 2022     | 0.48                 |
| 2            | 2            | «El Huérfano»            | Carlos Carrera         | Ana Romero               | 11 de octubre de 2022     | 0.57                 |
| 3            | 3            | «El Fotógrafo»           | Carlos Carrera         | Ricardo Avilés           | 12 de octubre de 2022     | 0.69                 |
| 4            | 4            | «El Matraquero»          | Carlos Carrera         | Heriberto Mujíca         | 13 de octubre de 2022     | 0.63                 |
| 5            | 5            | «La Tóxica»              | Rodrigo Hernández Cruz | Celia Kim                | 17 de octubre de 2022     | 0.57                 |
| 6            | 6            | «Los enamorados»         | Rodrigo Hernández Cruz | Paulina Barros           | 18 de octubre de 2022     | 0.55                 |
| 7            | 7            | «El Tatuador»            | Carlos Carrera         | Adrián Mazoy             | 19 de octubre de 2022     | 0.78                 |
| 8            | 8            | «El Ejecutivo»           | Carlos Carrera         | Adrián Ortega Echegollén | 20 de octubre de 2022     | 0.64                 |
| 9            | 9            | «La Casera»              | Carlos Carrera         | Alfredo Mendoza          | 24 de octubre de 2022     | 0.54                 |
| 10           | 10           | «Las Cortadoras»         | Carlos Carrera         | Alfredo Mendoza          | 25 de octubre de 2022     | 0.61                 |
| 11           | 11           | «La Vendedora»           | Rodrigo Hernández Cruz | Celia Kim                | 26 de octubre de 2022     | 0.70                 |
| 12           | 12           | «El Astrólogo»           | Rodrigo Hernández Cruz | Ana Romero               | 27 de octubre de 2022     | 0.83                 |
| 13           | 13           | «La Cuidadora»           | Carlos Carrera         | Heriberto Mujíca         | 31 de octubre de 2022     | 0.62                 |
| 14           | 14           | «La Tintorera»           | Carlos Carrera         | David Mascareño          | 1 de noviembre de 2022    | 0.56                 |
| 15           | 15           | «Los Goteros»            | Carlos Carrera         | Paulina Barros           | 2 de noviembre de 2022    | 0.56                 |
| 16           | 16           | «La Niña»                | Carlos Carrera         | Ricardo Avilés           | 3 de noviembre de 2022    | 0.69                 |
| 17           | 17           | «La Actriz»              | Carlos Carrera         | Adrián Mazoy             | 7 de noviembre de 2022    | 0.82                 |
| 18           | 18           | «El Músico»              | Rodrigo Hernández Cruz | David Mascareño          | 8 de noviembre de 2022    | 0.71                 |
| 19           | 19           | «El Técnico»             | Rodrigo Hernández Cruz | Ana Romero               | 9 de noviembre de 2022    | 0.70                 |
| 20           | 20           | «El Guapo»               | Carlos Carrera         | Ana Romero               | 10 de noviembre de 2022   | 0.68                 |
| 21           | 21           | «El Imitador»            | Rodrigo Hernández Cruz | Heriberto Mujíca         | 14 de noviembre de 2022   | 0.75                 |
| 22           | 22           | «El Maquillista»         | Rodrigo Hernández Cruz | Alfredo Mendoza          | 15 de noviembre de 2022   | 0.98                 |
| 23           | 23           | «La Picadora»            | Carlos Carrera         | Ana Romero               | 16 de noviembre de 2022   | 0.78                 |
| 24           | 24           | «El Alpinista (Parte 1)» | Carlos Carrera         | Alfredo Mendoza          | 17 de noviembre de 2022   | 0.79                 |

### Segunda temporada (2023)
| N.º en serie | N.º en temp. | Título                   | Dirigido por   | Escrito por             | Fecha de emisión original | Audiencia (millones) |
| ------------ | ------------ | ------------------------ | -------------- | ----------------------- | ------------------------- | -------------------- |
| 25           | 1            | «El Alpinista (Parte 2)» | Carlos Carrera | Alfredo Mendoza         | 6 de noviembre de 2023    | 0.81                 |
| 26           | 2            | «La Inversionista»       | Carlos Carrera | Ana Romero              | 7 de noviembre de 2023    | 0.71                 |
| 27           | 3            | «La Taquera»             | Carlos Carrera | Karen Espinal           | 8 de noviembre de 2023    | 0.86                 |
| 28           | 4            | «El artista»             | Carlos Carrera | Heriberto Mojica        | 9 de noviembre de 2023    | 0.94                 |
| 29           | 5            | «La luchadora»           | Carlos Carrera | Ana Romero              | 13 de noviembre de 2023   | 0.68                 |
| 30           | 6            | «El Pelotero»            | Carlos Carrera | Karen Espinal           | 14 de noviembre de 2023   | 0.72                 |
| 31           | 7            | «La Florista»            | Carlos Carrera | David Mascareño         | 15 de noviembre de 2023   | 0.68                 |
| 32           | 8            | «El Carnicero»           | Carlos Carrera | Heriberto Mojica        | 16 de noviembre de 2023   | 0.83                 |
| 33           | 9            | «La Corredora»           | Carlos Carrera | Natalia Núñez Silvestri | 20 de noviembre de 2023   | 0.66                 |
| 34           | 10           | «El Mecánico»            | Carlos Carrera | Raúl Camarena           | 21 de noviembre de 2023   | —                    |
| 35           | 11           | «La Exterminadora»       | Carlos Carrera | Nora Coss               | 22 de noviembre de 2023   | 0.74                 |
| 36           | 12           | «La Candidata»           | Carlos Carrera | Ana Romero              | 27 de noviembre de 2023   | 0.88                 |
| 37           | 13           | «Los Cirqueros»          | Carlos Carrera | Alfredo Mendoza         | 28 de noviembre de 2023   | 0.69                 |
| 38           | 14           | «La Repartidora»         | Carlos Carrera | Karen Espinal           | 29 de noviembre de 2023   | 0.73                 |
| 39           | 15           | «La Camarista»           | Carlos Carrera | Heriberto Mojica        | 4 de diciembre de 2023    | 0.66                 |
| 40           | 16           | «El Procurador»          | Carlos Carrera | David Mascareño         | 4 de diciembre de 2023    | 0.55                 |
| 41           | 17           | «La Psiquiatra»          | Carlos Carrera | Natalia Núñez Silvestri | 5 de diciembre de 2023    | 0.77                 |
| 42           | 18           | «El Continuista»         | Carlos Carrera | Ana Romero              | 5 de diciembre de 2023    | 0.79                 |
| 43           | 19           | «El Inventor»            | Carlos Carrera | Alfredo Mendoza         | 6 de diciembre de 2023    | 0.68                 |
| 44           | 20           | «La Lavandera»           | Carlos Carrera | Nora Coss               | 11 de diciembre de 2023   | 0.74                 |
| 45           | 21           | «La Curtidora»           | Carlos Carrera | Raúl Camarena           | 11 de diciembre de 2023   | 0.73                 |
| 46           | 22           | «El Carpintero»          | Carlos Carrera | Alfredo Mendoza         | 12 de diciembre de 2023   | 0.67                 |
| 47           | 23           | «El Carpintero 2»        | Carlos Carrera | Ana Romero              | 13 de diciembre de 2023   | 0.74                 |
| 48           | 24           | «La Reportera»           | Carlos Carrera | Alfredo Mendoza         | 13 de diciembre de 2023   | 0.77                 |

### Tercera temporada (2024)
| N.º en serie | N.º en temp. | Título             | Dirigido por   | Escrito por      | Fecha de emisión original | Audiencia (millones) |
| ------------ | ------------ | ------------------ | -------------- | ---------------- | ------------------------- | -------------------- |
| 49           | 1            | «La Reportera 2»   | Carlos Carrera | Alfredo Mendoza  | 10 de junio de 2024       | 0.95                 |
| 50           | 2            | «El Copiador»      | Carlos Carrera | Nora Coss        | 11 de junio de 2024       | 0.75                 |
| 51           | 3            | «El Macetero»      | Carlos Carrera | Heriberto Mojica | 12 de junio de 2024       | 0.75                 |
| 52           | 4            | «La Mataperros»    | Carlos Carrera | Ana Romero       | 13 de junio de 2024       | 0.66                 |
| 53           | 5            | «La Familia»       | Carlos Carrera | Karen Espinal    | 17 de junio de 2024       | 0.74                 |
| 54           | 6            | «El Cuidador»      | Carlos Carrera | David Mascareño  | 18 de junio de 2024       | 0.76                 |
| 55           | 7            | «La Optimista»     | Carlos Carrera | Ana Romero       | 19 de junio de 2024       | 0.93                 |
| 56           | 8            | «El Cartero»       | Carlos Carrera | Alfredo Mendoza  | 20 de junio de 2024       | 0.77                 |
| 57           | 9            | «La Bordadora»     | Carlos Carrera | David Mascareño  | 24 de junio de 2024       | 0.65                 |
| 58           | 10           | «La Afiladora»     | Carlos Carrera | Nora Coss        | 25 de junio de 2024       | 0.85                 |
| 59           | 11           | «La Vampiro»       | Carlos Carrera | Heriberto Mujíca | 26 de junio de 2024       | 0.96                 |
| 60           | 12           | «El Jugador»       | Carlos Carrera | David Mascareño  | 27 de junio de 2024       | 0.77                 |
| 61           | 13           | «El Jugador 2»     | Carlos Carrera | David Mascareño  | 1 de julio de 2024        | 0.70                 |
| 62           | 14           | «El Limpiador»     | Carlos Carrera | Alfredo Mendoza  | 2 de julio de 2024        | 0.77                 |
| 63           | 15           | «El Académico»     | Carlos Carrera | Ana Romero       | 3 de julio de 2024        | 0.80                 |
| 64           | 16           | «Los Curanderos»   | Carlos Carrera | Nora Coss        | 4 de julio de 2024        | 0.92                 |
| 65           | 17           | «La Barbera»       | Carlos Carrera | Karen Espinal    | 8 de julio de 2024        | 0.78                 |
| 66           | 18           | «El Coleccionista» | Carlos Carrera | Heriberto Mujíca | 9 de julio de 2024        | 0.72                 |
| 67           | 19           | «El Ángel»         | Carlos Carrera | Nora Coss        | 10 de julio de 2024       | 0.73                 |
| 68           | 20           | «El Delegado»      | Carlos Carrera | David Mascareño  | 11 de julio de 2024       | 0.82                 |
| 69           | 21           | «La Electricista»  | Carlos Carrera | Ana Romero       | 15 de julio de 2024       | 0.70                 |
| 70           | 22           | «El Fanático»      | Carlos Carrera | Karen Espinal    | 15 de julio de 2024       | 0.70                 |
| 71           | 23           | «El Juguetero»     | Carlos Carrera | Heriberto Mujíca | 18 de julio de 2024       | 0.80                 |
| 72           | 24           | «El Machetero»     | Carlos Carrera | Alfredo Mendoza  | 18 de julio de 2024       | 0.69                 |

## Producción
El 2 de febrero de 2022, Sandra Smester —aquella entonces «V.P. de Azteca Uno y directora general de contenidos y distribución de TV Azteca»— anunció a través de una entrevista para el sitio web Produ, las novedades para la programación de los canales principales de dicha televisora, entre ellos, se incluye Lotería del crimen como una de las producciones de ficción a emitirse en Azteca 7. La producción de la serie inicio rodaje junto con el claquetazo oficial el 27 de junio de 2022, en los foros de Azteca Estudios. La dirección de escena y cámaras se encuentra a cargo del cineasta Carlos Carrera, mientras que la fotografía corre por parte de Ricardo Garfias. Para su primera temporada, la serie tiene contemplados 24 episodios para su emisión.
El 18 de enero de 2023, TV Azteca anunció la renovación de Lotería del crimen para una segunda temporada. En febrero de 2023, se anunció la incorporación de Sara Maldonado como uno de los roles títuares de la serie, dando vida a Ariel Aragón.  El rodaje de la temporada inició el 4 de mayo de 2023.

## Audiencias
| Temporada | Horario (CT)                    | Episodios | Primera emisión        | Primera emisión      | Última emisión          | Última emisión       | Prom. de espectadores (millones) |
| Temporada | Horario (CT)                    | Episodios | Fecha                  | Audiencia (millones) | Fecha                   | Audiencia (millones) | Prom. de espectadores (millones) |
| --------- | ------------------------------- | --------- | ---------------------- | -------------------- | ----------------------- | -------------------- | -------------------------------- |
| 1         | Lunes a jueves 22:30 - 23:30 h. | 24        | 10 de octubre de 2022  | 0.48                 | 17 de noviembre de 2022 | 0.79                 | 0.68                             |
| 2         | Lunes a jueves 21:30 - 22:30 h. | 24        | 6 de noviembre de 2023 | 0.81                 | 13 de diciembre de 2023 | 0.77                 | 0.74                             |
| 3         | Lunes a jueves 21:30 - 22:30 h. | 24        | 10 de junio de 2024    | 0.95                 | 18 de julio de 2024     | 0.69                 | 0.78                             |

## Premios y nominaciones

### Premios PRODU 2023
| Categoría            | Nominados                                         | Resultados |
| -------------------- | ------------------------------------------------- | ---------- |
| Mejor serie policial | Adrián Ortega Echegollén y Rodrigo Hernández Cruz | Pendiente  |
| Mejor superserie     | Adrián Ortega Echegollén y Rodrigo Hernández Cruz | Pendiente  |